# John Glaister (der Ältere)

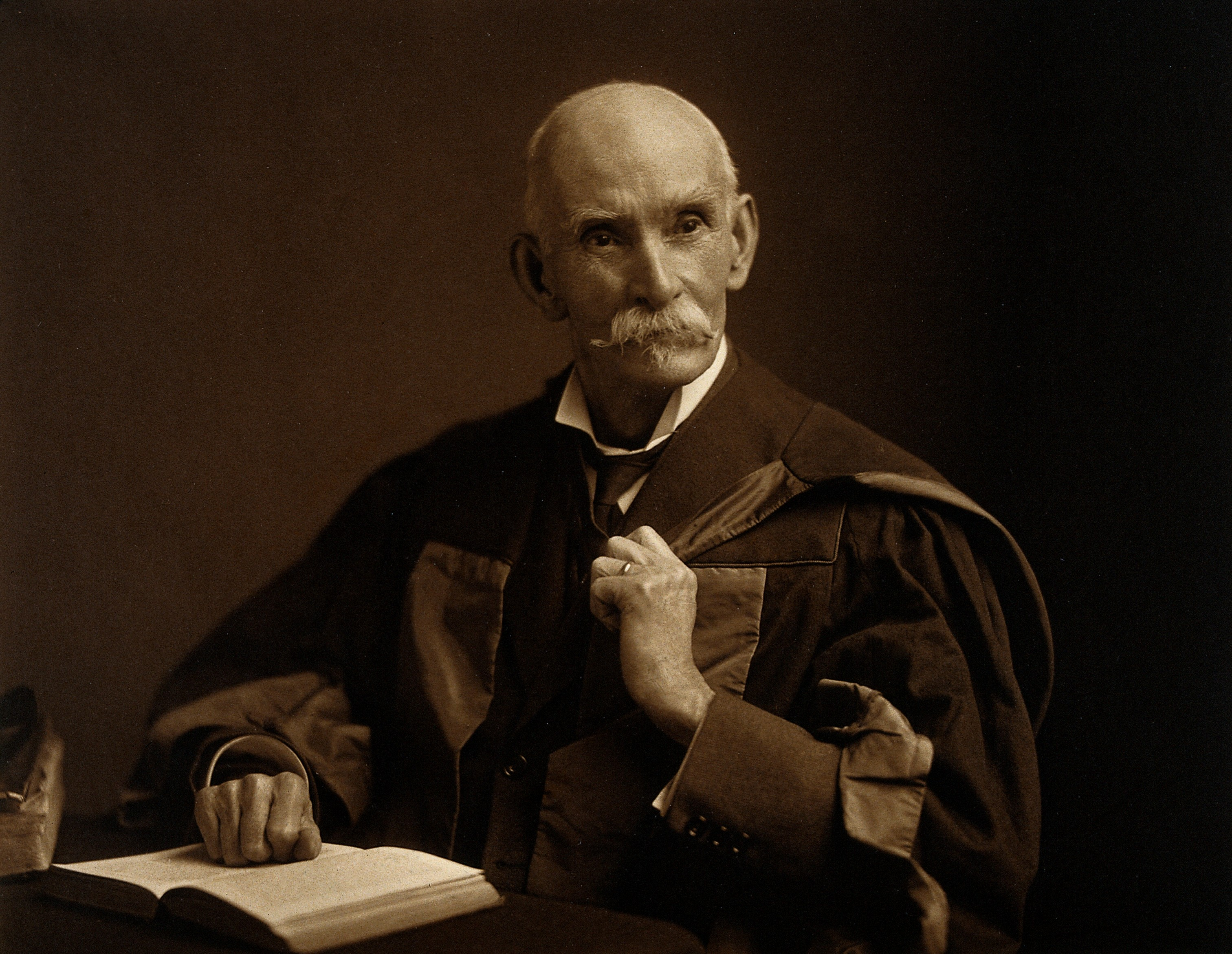
John Glaister (1856–1932)

John Glaister (* 9. März 1856 in Lanark; † 18. Dezember 1932) war ein schottischer Rechtsmediziner, Regius-Professor der Rechtsmedizin der University of Glasgow und ein Pionier der Forensik.

## Leben
John Glaister wurde 1856 in Lanark als ältester Sohn der vier Kinder von John Glaister und Marion Hamilton Weir geboren. Die Eltern verdienten ihren Lebensunterhalt mit ihrem Landbesitz sowie dem Verkauf von Haushaltswaren und alkoholischen Getränken. Nach dem Besuch der Hugh Brown's School, Westport, und der Lanark Grammar School begann er im Alter von 15 Jahren auf Wunsch der Eltern ein Studium der Rechtswissenschaften. Nach dem Tod seiner Eltern kaufte einer seiner Onkel das elterliche Unternehmen und wurde sein Vormund. Glaister brach das Studium mit Einverständnis seines Onkels ab und schrieb sich 1873 in Glasgow für ein Medizinstudium ein. 1877 erreichte er die Scottish triple qualifications, durfte aber die Prüfung für den Batchelor of Medicine nicht ablegen, da er noch einige Monate vor dem 21. Geburtstag stand. 1879 legte er schließlich die Prüfung für den Bachelor of Medicine ab und promovierte 1885 in Medizin.
Nach einer kurzen Etappe als Assistent eines praktischen Arztes in Carluke eröffnete er 1878 eine Praxis als Allgemeinmediziner im wohlhabenden Glasgower Stadtteil Townhead. 1881 wurde er an der Glasgow Royal Infirmary Medical School in der Nachfolge von William Macewen als Dozent eingestellt und als Polizei-Chirurg (Police Divisional Surgeon, St. Rollox) berufen. Ab 1887 wurde er zum Dozenten für öffentliche Gesundheit. Zwei Jahre später, als die Royal School in St. Mungo's College umgewandelt wurde, wurde er zum Professor für Rechtsmedizin und öffentliche Gesundheit. 1889 erhielt er ein Diploma in Public Health von der University of Cambridge. 1898 wurde Glaister als Nachfolger von Pierce Adolphus Simpson zum Regius Professor für Rechtsmedizin an der Universität von Glasgow ernannt. Im gleichen Jahr wurde er zum Mitglied der Royal Society of Edinburgh gewählt.
Glaister führte Bachelor- und Doktor-Studiengänge in Public Health ein und eröffnete moderne Laboratorien sowohl für Public Health, als auch für Rechtsmedizin. Glaister war der erste Professor, der als Zeuge für die Anklage in Gerichtsfällen aktiv wurde. Er erreichte Berühmtheit für seine Auftritte als Experte in verschiedenen Gerichtsverfahren, unter anderem im Fall des 1909 zu Unrecht verurteilten Oscar Slater. Der Autor der populären Perry-Mason-Bücher, Erle Stanley Gardner, widmete Glaister eines seiner Bücher (The Case of the Horrified Heirs).

Kurve der Glaister-Gleichung

Als 1923 in Glasgow eine eigene Professur für Public Health eingeführt wurde, verblieb Glaister als Regius Professor für Rechtsmedizin. In seinem letzten Jahr in der Professur, 1932 emeritierte Glaister. Seine bekannteste Entwicklung für die Forensik ist die nach ihm benannte Glaister-Gleichung, mit der der Todeszeitpunkt in Abhängigkeit von der Kerntemperatur geschätzt werden konnte (siehe Algor mortis).
Mit seiner Frau Mary Scott Clarke hatte Glaister vier Töchter und zwei Söhne, von denen der zweite, John Glaister ihm als Regius Professor nachfolgte. Glaister starb mit seiner Frau am 18. Dezember 1932, beide im Alter von 76 Jahren.

## Ehrungen
1931 wurde Glaister ein Ehrendoktor (LLD) verliehen und nach ihm wurde der von der University of Glasgow verliehene John-Glaister-Prize benannt.

### John-Glaister-Prize
Der John-Glaister-Prize wurde 1958 von Jean Glaister Martin im Andenken an ihren Vater, John Glaister (der Ältere) gestiftet. Der Preis wird jährlich auf Empfehlung des Regius Professor für Rechtsmedizin an den besten Studenten des Jahrgangs im Fach Medizinische Jurisprudenz verliehen.

## Bibliografie
Glaisters bekanntestes Werk ist A Textbook of Medical Jurisprudence, Toxicology and Public Health, Erstveröffentlichung 1902 und wurde unter unterschiedlichen Titeln, später durch seinen Sohn ausgearbeitet in dreizehn Neuauflagen veröffentlicht. Daneben veröffentlichte Glaister über vierzig Papiere und Berichte über die medizinische Jurisprudenz, Hygiene und die Geschichte der Rechtsmedizin.